# خرافة روميل

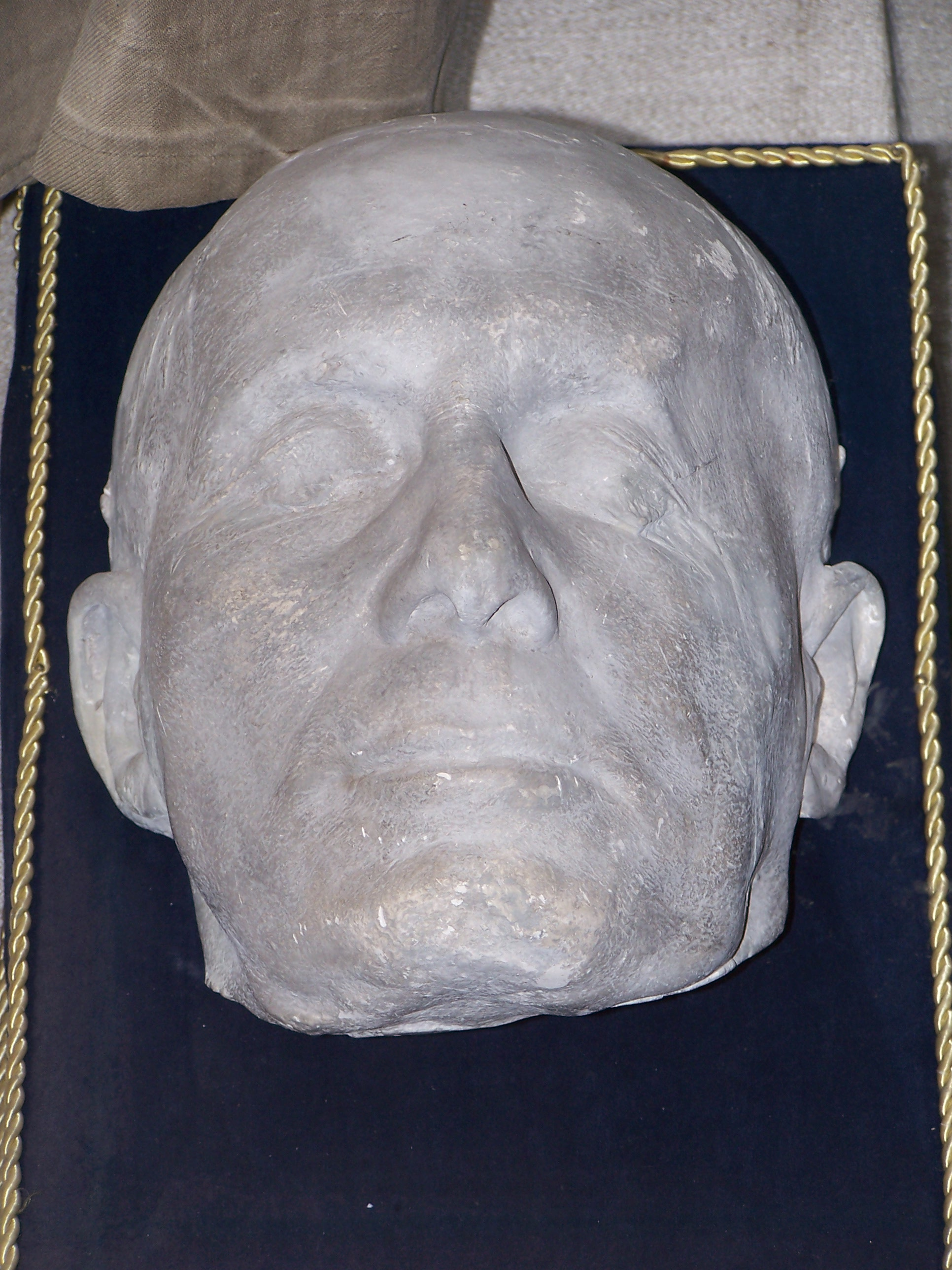

خرافة روميل، أو أسطورة روميل، هي عبارة يستخدمها عدد من المؤرخين للتصوير العام للمشير الألماني إرفين روميل على أنه قائد عسكري غير سياسي بارع وضحية من ضحايا ألمانيا النازية بسبب مشاركته المزعومة في مؤامرة 20 يوليو ضد أدولف هتلر، ما أدى إلى انتحاره القسري في عام 1944. وفقًا لهؤلاء المؤرخين، الذين يمتلكون وجهة نظر ناقدة لروميل، مثل هذه التصورات يُعدّ دقيقًا.
بدأ وصف روميل كقائد بارع في عام 1941، حين شارك روميل، كجزء من الدعاية النازية للإشادة بالفيرماخت وغرس التفاؤل لدى الجمهور الألماني. لقد جُمع ونُشر في الغرب من قبل الصحافة البريطانية في زمن الحرب في الوقت الذي سعى فيه الحلفاء إلى توضيح عجزهم المستمر عن هزيمة قوات المحور في شمال إفريقيا: استُخدمت عبقرية روميل من قبل المتمردين للاحتجاج على عدم المساواة الاجتماعية داخل الجيش البريطاني ومن قبل قادة مثل تشرشل للحد من التوترات الطبقية.
في أعقاب الحرب، وصف الحلفاء الغربيون، وخاصة البريطانيون، روميل بأنه «الألماني الجيد» و «صديقنا روميل»، متمسكين بأمانة بمبادئ أسطورة الفيرماخت النظيف. استُخدمت سمعته في إدارة الحرب النظيفة لأهداف إعادة تسليح ألمانيا الغربية خلال الحرب الباردة والمصالحة بين الأعداء السابقين -المملكة المتحدة والولايات المتحدة من جانب، وجمهورية ألمانيا الاتحادية الجديدة من ناحية أخرى. أُضيفت السيرة الذاتية المكتوبة عام 1950 روميل: ثعلب الصحراء ومنشورات عام 1953 من أوراق روميل إلى الأسطورة، التي أثبتت مرونتها في الفحص النقدي.
كانت الميثولوجيا المحيطة بروميل موضوع التحليل في العقود الأخيرة. أنتجت إعادة التقييم تفسيرات جديدة لروميل، بما في ذلك علاقته بالنازية، وقدراته كقائد على مستوى العمليات والاستراتيجية، ودوره في مؤامرة 20 يوليو لاغتيال هتلر. يستنتج المؤرخون والمعلقون أن روميل لا يزال شخصية غامضة، لا يمكن تعريفها بسهولة داخل أو خارج الأسطورة.

## الاصطلاح
يذكر المؤلفون الأوائل مثل ديزموند يونغ وباسيل ليدل هارت «أسطورة روميل» في كتبهم الخاصة. وصف ليدل هارت الجهود البريطانية لجعل الدعاية المضادة معارضة لسمعة روميل العسكرية (مع إبداء الاحترام لإدارته الحربية): «وهكذا اضطر القادة البريطانيون وموظفو المقر الرئيسي إلى بذل جهود جهيدة لتبديد (أسطورة روميل)». في وقت مبكر مثل عام 1950، أشار النائب السابق لبرنارد مونتغمري إلى «الخرافة» في مقال بعنوان «فضح خرافة روميل» حيث كان يهدف إلى معالجة المفاهيم الخاطئة المتعلقة بالقتال في حملة شمال إفريقيا.
كما استخدمها المؤلفون الألمان، يعتبر مصطلح Mythos Rommel (المُترجم بشكل تقريبي إلى الإنجليزية باسم «Rommel myth» أي خرافة أو أسطورة روميل) وصفًا محايدًا، كما تمكن رؤيته في أعمال مؤرخين مثل بيتر ليب. يُميز المصطلح، برأي ليب، بأن «روميل كان وما زال أسطورة... لا يمكن أن يُحصر وصفه في مساحة معينة. وعلى أي حال، ينبغي للمرء أن يقرر بنفسه ما إذا كان يريد اعتباره قدوة يحتذى بها أم لا». من بين المؤلفين الألمان الذين يستخدمون كلمة «Mythos» بهذه الطريقة المحايدة موريس فيليب ريمي، وولفرام بيتا، ويورغ ايختانكامب، وجويدو نوب، وساندرا ماس.